# Sinablatta brunnea
Sinablatta brunnea är en kackerlacksart som beskrevs av Karlis Princis 1950. Sinablatta brunnea ingår i släktet Sinablatta och familjen småkackerlackor. Inga underarter finns listade i Catalogue of Life.